# 萬繩栻
萬繩栻（1879年—1933年），字公雨，號蹊園，江西南昌人。中华民国军事及政治人物。

## 生平
1911年後，萬繩栻任江北鎮守署軍事處處長。1914年後，歷任江蘇都督署軍法課課長、淮陽觀察使、長江巡閱使署參謀長等職。
1917年，他參與張勳復辟，任內閣閣丞。張勳復辟失敗後，萬繩栻任職於清室辦事處。1924年随溥儀迁居天津。1931年随溥儀赴中国東北，參與创建滿洲國，任執政府秘書處秘書。
1933年，萬繩栻在满洲国新京（今吉林長春）逝世，享年54岁。諡果敏。

## 轶闻
有人在张勋复辟失败后未几出版的《复辟之黑幕》一书里，有多处提到万绳栻，但其中一篇《万绳栻偷清宫宝物》却揭露其趁入宫办事，闲暇之余，去宝物陈列所参观浏览的时候，顺手牵羊偷走十几件宝物，日后餐宴上动辄炫耀，谎称“今上嘉我复辟有功，因赏赉各物”云云，结果在作者看来，“言之津津有味，恬不为怪，是真无耻之尤也”。

## 著作
- 《撏撦集》
- 《直廬日記》[1]